# 博鳌站

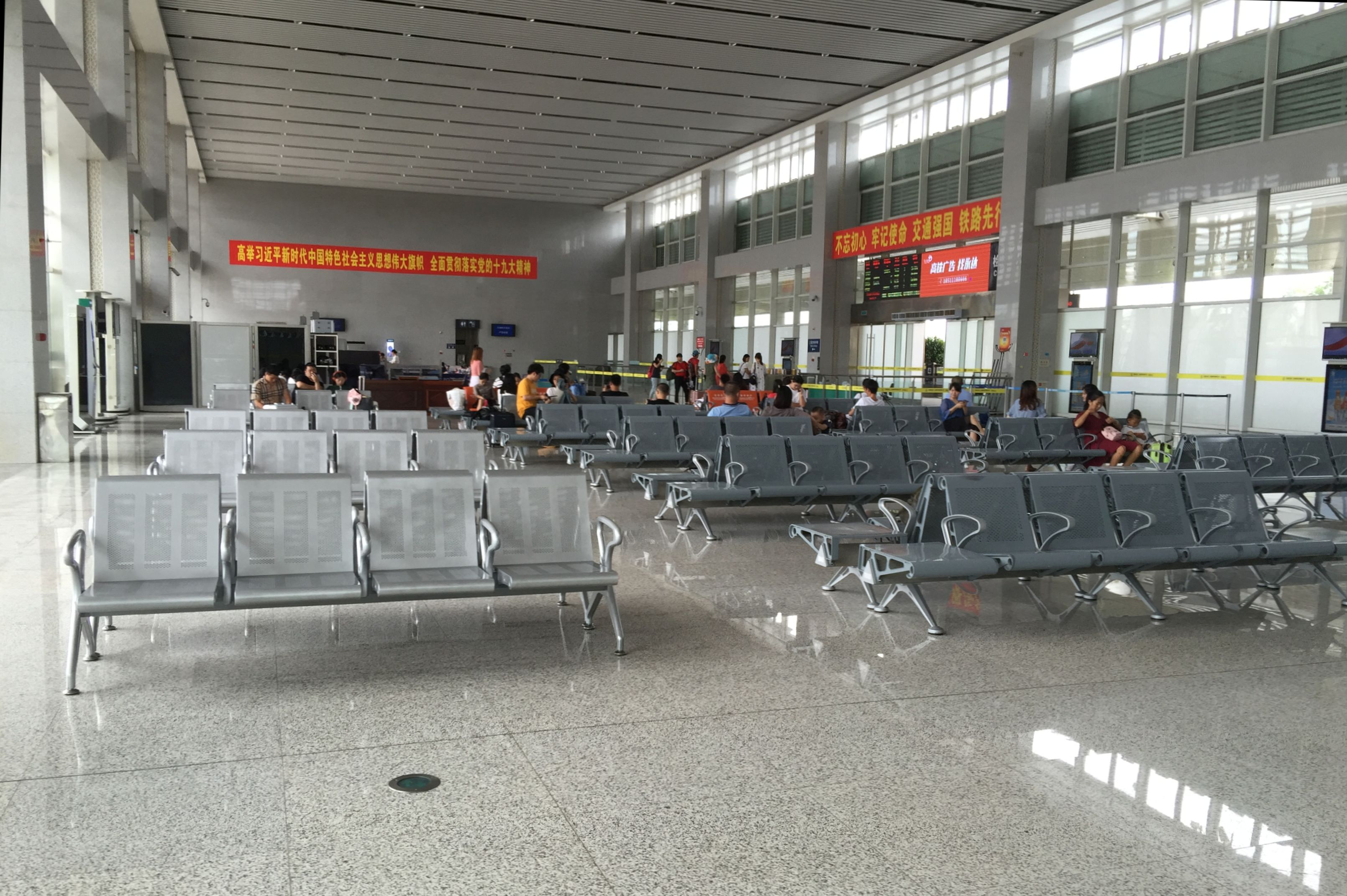
博鳌站候車大廳

博鳌站，位于中华人民共和国海南省琼海市中原镇大锡村，是海南东环高速铁路上的高铁站，于2010年12月30日启用营运，中国铁路广州局集团有限公司管辖。

## 車站周邊
- 中原镇联光村委会卫生室
- 海南地区环线高速公路
- 琼海旅游咨询服务中心中原站
- 鸿泰宾馆
- 琼海博鳌机场

## 歷史
- 2010年12月30日通车启用。

## 外部連結
- 中国铁路客户服务中心（页面存档备份，存于）